# Emma Calvé

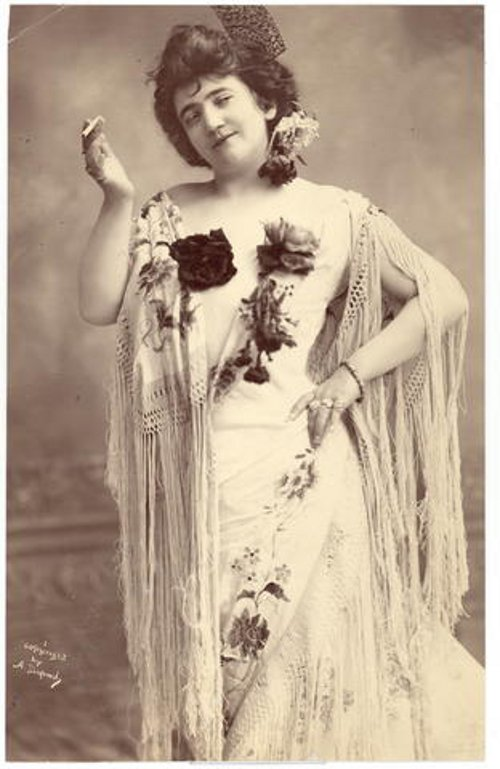
Emma Calvé als Carmen

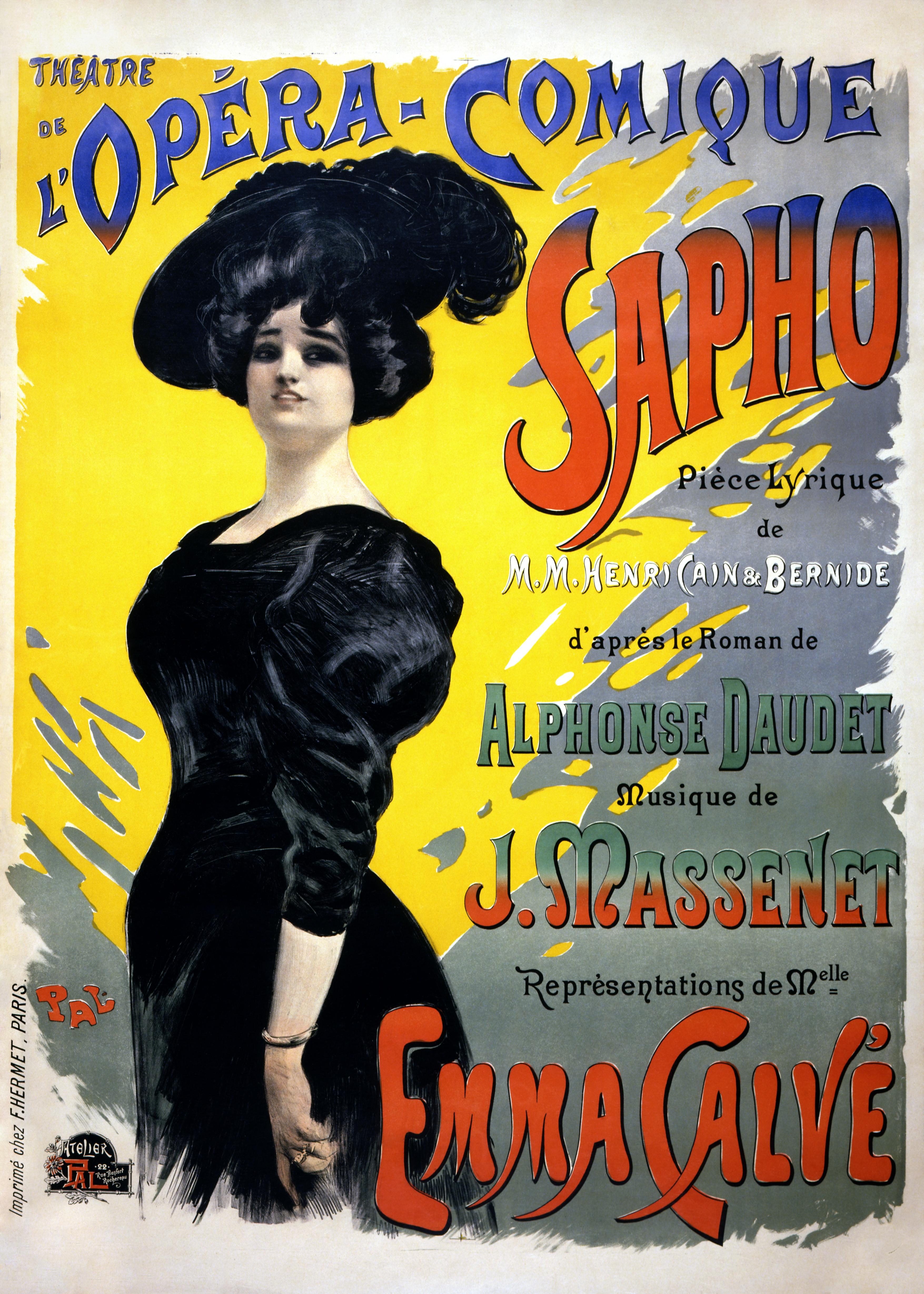
Poster mit Emma Calvé in Jules Massenets Sapho in der Opéra-Comique in Paris vom 27. November 1897

Emma Calvé (* 15. August 1858 in Decazeville (Aveyron); † 6. Januar 1942 in Montpellier (Hérault); eigentlich Rose Emma Calvet) war eine französische Sopranistin/Mezzosopranistin. Die Carmen du siècle – so wurde sie von ihren begeisterten Zeitgenossen begrüßt – gilt trotz ihrer vergleichsweise kurzen Karriere als eine der bedeutendsten Opernsängerinnen der sogenannten Belle Époque.

## Leben
Emma Calvé wuchs in der Nähe von Roquefort auf. Ihr Vater Justin Calvet war als Bauunternehmer im Auftrag von Bergwerken und der Eisenbahnlinie Compagnie du Midi tätig. Emma Calvé verbrachte ihre ersten Jahre in Spanien; in ihrer Heimat wurde sie dann verschiedenen Klosterschulen anvertraut, wo man ihre Stimme bald bemerkte. Nach der Trennung ihrer Eltern lebte sie mit ihrer Mutter Léonie erst auf dem Causse, dann in Paris. Dort erhielt sie bei privaten Lehrern Gesangsstunden.
1891 wurde sie Mitglied des von Papus gegründeten Ordre Martiniste. Als sie berühmt wurde, erwarb sie das feudale Schloss Cabrières bei Aguessac nördlich von Millau, dessen Wiederherrichtung einige Millionen verschlang.
In den Vereinigten Staaten wurde sie 1916 auf allen Bühnen zu einer Botschafterin des vom Krieg geschüttelten Frankreich. In eine Tricolore eingehüllt, löste sie beim Singen der Marseillaise Begeisterung aus, was – wie es kurz danach behauptet wurde – den Kriegseintritt der USA bewirkte.
Während ihrer Reise um die Welt, die wie eine Abschiedstournee angelegt war, heiratete sie einen mitreisenden Kollegen, einen italienischen Tenor, dessen Spielleidenschaft bekannt war. Später wurde Schloss Cabrières zur Gesangshochschule für den amerikanischen Nachwuchs. Immer stolz auf ihre Heimat, sang sie auch im Alter bei den Feiern von Millau und von Arles die Volkslieder ihrer Region auf Okzitanisch.
Im Alter bewohnte sie ein einfaches gutbürgerliches Haus in Millaus Stadtzentrum. Am 6. Januar 1942 starb Emma Calvé vereinsamt und zurückgezogen 83-jährig in einer Klinik in Montpellier. Drei Tage vor ihrem Tode konnte ein dorthin ausquartierter Reporter des Pariser Rundfunks ultima verba („letzte Worte“) ihrer auch im Alter noch bemerkenswerten Stimme aufnehmen.
Sie liegt in Millau auf dem Friedhof der Stadt begraben. Auf der Marmorplatte ihrer Grabstelle steht: 

« Sur ma tombe un petit bassin où les oiseaux viendront boire et chanter…. »

„Auf meinem Grab ein kleines Becken, an das die Vögel zum Trinken und Singen kommen werden.“

## Karriere
Emma Calvé studierte Gesang in Brüssel bei Mathilde Marchesi, später in Paris und Rom. Trotz ihrer Beharrlichkeit blieb das Konservatorium – die Pariser Musikhochschule – für sie verschlossen, stattdessen nahm sie privaten Gesangs- und Sprechunterricht.
1882 debütierte sie an der Monnaie in Brüssel als Marguerite in Faust von Gounod. Auf ihrer Gastspielreise durch Italien lernte sie die Kunst der Eleonora Duse kennen. Zurück in Paris hatte sie große Erfolge am Italienischen Theater und an der Komischen Oper, wo sie von Freunden unterstützt wurde. Danach sang sie von 1892 bis 1904 am Royal Opera House Covent Garden in London.
Obwohl ihr Register ursprünglich das einer Sopranistin war, wurde sie in einer für eine Mezzosopranistin geeigneten Rollen berühmt. Während ihr Register – was einige tiefe Töne angeht – kräftig war, so hatte sie von einem der letzten noch lebenden Kastraten des römischen Hofes gelernt, wie die höchsten Töne der Stimmlage flüssig hervorgebracht werden konnten.
Die Calvé brillierte weltweit in vielen Rollen der französischen Oper, besonders auch an der Metropolitan Opera in New York (1893–1904). In Amerika fuhr sie in einem privaten Zug. Zu ihren berühmtesten Interpretationen wurden die Titelrollen in Bizets Carmen und Massenets Sapho.
Eine Probe ihrer Gesangskunst ließ sie anlässlich einer Zeremonie, zusammen mit Aufnahmen von Caruso und anderen, im Untergeschoss des Palais Garnier verschließen; bis 2007 war eine Öffnung nicht gestattet.

## Bewertung
Über ihre Stimme: „[Ihre Kunst ist charakterisiert von] einem seltenen und wunderbaren Wechsel: Mal setzt sie die Töne scharf ein, mal gibt sie sie von sich weich. In diesem Fall klingen ihre Töne unglaublich rein mit erstaunlich abwechslungsreichen Farben und tadellosen legati. Dadurch werden der Belcanto und der Verismo zusammen zum Gleichgewicht. Durch ein hervorragend stabiles Hervorbringen der Stimme konnte sie sowohl – wie eine Virtuosin – die – was die Technik angeht – schwierigsten Stellen singen, als auch mittels der Zauberkraft ihres Timbres, ohne die Klangreinheit zu schädigen, dramatische Effekte hineinbringen.“ (Rodolfo Celletti: Geschichte des Belcanto.)

## Schallplattenverzeichnis
- The [Lionel] Mapleson Cylinders Recorded in the Metropolitan Opera House, New York City

Grammophone and Typewriter Company, London 1902
- Pathé, Paris 1920
- in Les Introuvables du Chant Français, EMI, 2005

## Werke
- Sous tous les ciels j’ai chanté [souvenirs…], 1939. Plon, Paris 1940 (Autobiographie, französisch)